# 戈马林根
戈马林根是德国巴登-符腾堡州的一个市镇。总面积17.31平方公里，总人口8683人，其中男性4254人，女性4429人（2011年12月31日），人口密度502人/平方公里。